# Gledališče Sester Scipion Nasice
Gledališče sester Scipion Nasice (tudi s kratico GSSN) je bilo ustanovljeno 13. oktobra 1983, z ustanovitvenim manifestom (prvo Sestrsko pismo). Manifest je vnaprej določil štiriletno trajanje gledališča ter njegove razvojne stopnje - od ustanovitve do samouničenja. Gledališče sester Scipion Nasice (1983-1987) je bilo, skupaj s skupinama Laibach in Irwin, od leta 1984 eden od treh nosilnih stebrov retrogardističnega gibanja Neue Slowenische Kunst. V retrogardističnem gibanju je gledališče raziskovalo odnos med religijo, umetnostjo in državo. Raziskovalo je rituale ter funkcijo spektakla v gledališču in funkcijo spektakla v državi.
Ustanovitelji Gledališča sester Scipon Nasice, ki so sestavljali njegovo kreativno jedro, so bili dramaturginja Eda Čufer, režiser Dragan Živadinov in scenograf Miran Mohor (pravi priimek Mohar). Vsi trije so bili tudi ustanovni člani koletiva NSK (Neue slowenische Kunst) leta 1984.
Retrogardistična produkcija dogodkov, napovedanih v manifestu (Sestrsko pismo) je obsegala zunanji, manifestativni del in notranji, kreativni del:
- zunanji del: Pojavljanje (1983), Vstajenje (1984) in Samouničenje (1987)
- notranji del: tri faze preobrazbe - Ilegala (1984), Eksorcizem (1985) in Retroklasika (1986). 
Manifest je vnaprej določil štiriletno trajanje gledališča ter njegove razvojne stopnje - od ustanovitve do samouničenja. Gledališče sester Scipion Nasice (1983-1987) je bilo - skupaj s skupinama Laibach in Irwin - od leta 1984 eden od treh nosilnih stebrov retrogardističnega gibanja/kolektiva Neue Slowenische Kunst. V retrogardističnem gibanju je gledališče raziskovalo odnos med religijo, umetnostjo in državo. Raziskovalo je rituale ter funkcijo spektakla v gledališču in funkcijo spektakla v državi. 
Ob jedru, ki so ga sestavljali Dragan Živadinov (režiser), Eda Čufer (dramaturginja) in Miran Mohar/takrat se je podpisoval Mohor/ (scenograf), ki so za časa delovanja gledališča ostali javno anonimni, je bilo še več bolj ali manj stalnih sodelavcev, mdr. igralci Ivo Godnič, Damjana Grašič, Violeta Tomić itd. (Jonas Žnidaršič, Matjaž Tribušon)? 
Za leto 1987 je Gledališče sester Scipion Nasice napovedalo samouničenje. Istega leta je bil po izbruhu t.i. Plakatne afere (oblikovalske skupine Novi kolektivizem) ustanovitelj in režiser GSSN Dragan Živadinov vpoklican v vojsko in takoj nato poslan v vojaški zapor, iz katerega je bil osvobojen šele po političnem posredovanju (Mitja Rotovnik, Milan Kučan).

## Zunanji del delovanja Gledališča sester Scipon Nasice
- 1983 - 1. Sestrsko pismo, Jugoslavija(?)
- 1984 - Vstajenje, Ljubljana (Galerija ŠKUC)
- 1986 - Akt samoukinitve, Beograd (BITEF)
- 1987 - Samouničenje, Bohinj – Beograd – Ljubljana.

## Notranji del delovanja Gledališča sester Scipon Nasice
- 1984 - Retrogardistični dogodek Hinkemann, Titova cesta 56, Ljubljana
- 1985 - Retrogardistični dogodek Marija Nablocka, Slovenski gledališki muzej (SGM), Mestni trg 17, Ljubljana
- 1986 - Retrogardistični dogodek Krst pod Triglavom, Cankarjev dom, Prešernova cesta 10, Ljubljana
- 1987 - Samouničenje / Umetniški dogodek Dan mladosti, Bohinj - Beograd (neuresničen)